# Strangalia famelica
Strangalia famelica är en skalbaggsart som beskrevs av Newman 1841. Strangalia famelica ingår i släktet Strangalia och familjen långhorningar. Inga underarter finns listade i Catalogue of Life.